# Gornja Zleginja
Gornja Zleginja (en serbio cirílico : Горња Злегиња) es un pueblo de Serbia, situado en el municipio de Aleksandrovac, en el distrito de Rasina. En el censo de 2011 contaba con 403 habitantes.

## Demografía
| 1948 | 1953 | 1961 | 1971 | 1981 | 1991 | 2002 | 2011 |
| ---- | ---- | ---- | ---- | ---- | ---- | ---- | ---- |
| 739  | 773  | 728  | 648  | 621  | 580  | 457  | 403  |